# Jean Chrétien Baud (1893-1976)
Jean Chrétien baron Baud (Amsterdam, 11 oktober 1893 – Baarn, 30 januari 1976) was een Nederlands jurist, ambtenaar en hofdienaar.

## Biografie
Baud was een lid van het deels adellijke geslacht Baud en een zoon van mr. Jean Chrétien baron Baud (1853-1918) en jkvr. Susanne Civile Sophie Huydecoper (1862-1951), lid van de familie Huydecoper. Hij trouwde in 1918 met Augusta Isabelle Alexandrine barones van Dedem (1893-1978), lid van de familie Van Dedem. Het echtpaar had vier zonen van wie de oudste en de jongste in concentratiekampen in de Tweede Wereldoorlog omkwamen; zij zijn de grootouders van prof. dr. Michiel baron Baud (1952). Baud werd baron na het overlijden van zijn vader in 1918.
Baud studeerde af in de rechten op stellingen in 1917 aan de Universiteit Leiden; daarbij werkte hij een stelling uit, namelijk over de Waterstaatswet van 10 november 1900 (Stbl. 176). Voorts merkte hij daarbij op: "Het proefschrift, waarmede ik mij had voorgesteld mijne academische studiën te beëindigen, moest helaas door onvoorziene omstandigheden achterwege blijven". Daarna werd hij adjunct-commies bij de provinciale griffie van de provincie Gelderland. Per 31 augustus 1921 werd hij benoemd tot kamerjonker waarna zijn loopbaan in dienst van het koningshuis begon. Hij werd bovendien chef van het kabinet van de burgemeester van 's-Gravenhage in welke functie hij bijvoorbeeld de huldigingen van Louis Couperus in 1923 en van Lodewijk van Deyssel in 1924 namens de burgemeester bijwoonde. In 1927 werd Baud benoemd tot kamerheer van de koningin en ter beschikking gesteld van prinses Juliana; hij nam toen ontslag als ambtenaar bij de gemeente. Baud was getuige bij het burgerlijk huwelijk van Juliana en Bernhard. Vervolgens werd hij particulier secretaris van prinses Juliana, later koningin. Per 1 november 1949 werd hem ontslag verleend als particulier secretaris van de koningin onder gelijktijdige benoeming tot grootofficier in speciale dienst; hij werd per die datum ook kanselier van de koninklijke huisorden. In 1963 werd hij van alle hoffuncties in actieve dienst ontheven.
Baud was ook voorzitter van de Koninklijke zangvereeniging Cecilia.
Baud was ridder in de Noorse Olafsorde, commandeur in de civiele orde van Adolf van Nassau van Luxemburg, erecommandeur in de Koninklijke Orde van Victoria van Groot-Brittannië en Ierland, commandeur en grootkruis in de Belgische Kroonorde en drager van het grootkruis in de Orde van de Dannebrog, het grootkruis in de Orde van de Poolster van Zweden en het grootkruis in de Huisorde van Oranje (GHO).

### Gijzelaarschap
Tijdens de Tweede Wereldoorlog werd Baud in 1940 als gijzelaar opgepakt en opgesloten in het concentratiekamp Buchenwald. Volgens Lou de Jong wilden de Duitsers door het oppakken van de particuliere secretarissen van de prinses en de prins hen persoonlijk treffen. Baud, die volgens de Jong een begaafd pianist was, organiseerde samen met de Joodse violist Jo Juda (eerste concertmeester van het Groninger Orkest) zondagmiddagconcerten voor de gegijzelden. Concerten die, aldus Juda, zeer emotioneel waren en die diepe indruk maakten op de gegijzelden. Baud behoorde tot de zogenaamde "Indische gijzelaars", een groep Nederlanders die gegijzeld werd als represaille voor de in het toenmalige Nederlands-Indië geïnterneerde Duitsers. Baud is gedurende vier jaar gegijzeld geweest. In september 1944 werd hij vrijgelaten. Hij wist vervolgens naar Londen te ontkomen. Daar nam hij zijn functie van particulier secretaris van prinses Juliana weer op. Hij was degene die koningin Wilhelmina vergezelde (samen met een wachtmeester van de marechaussee) bij haar terugkeer in maart 1945 naar Nederland.